# Ulee Pata
Ulee Pata is een bestuurslaag in het regentschap Banda Aceh van de provincie Atjeh, Indonesië. Ulee Pata telt 546 inwoners (volkstelling 2010).